# Apophyga apona
Apophyga apona là một loài bướm đêm trong họ Geometridae.